# Sofiensaal
La Sofiensaal est une salle de concert située dans le 3e arrondissement, Landstrasse de Vienne (Autriche).
Ouverte en 1848, l'ensemble historique est entièrement dévasté par un incendie le 16 août 2001,  mais la grande salle et la façade principale dans le style de la Sécession sont restaurées.

## Histoire

### Création

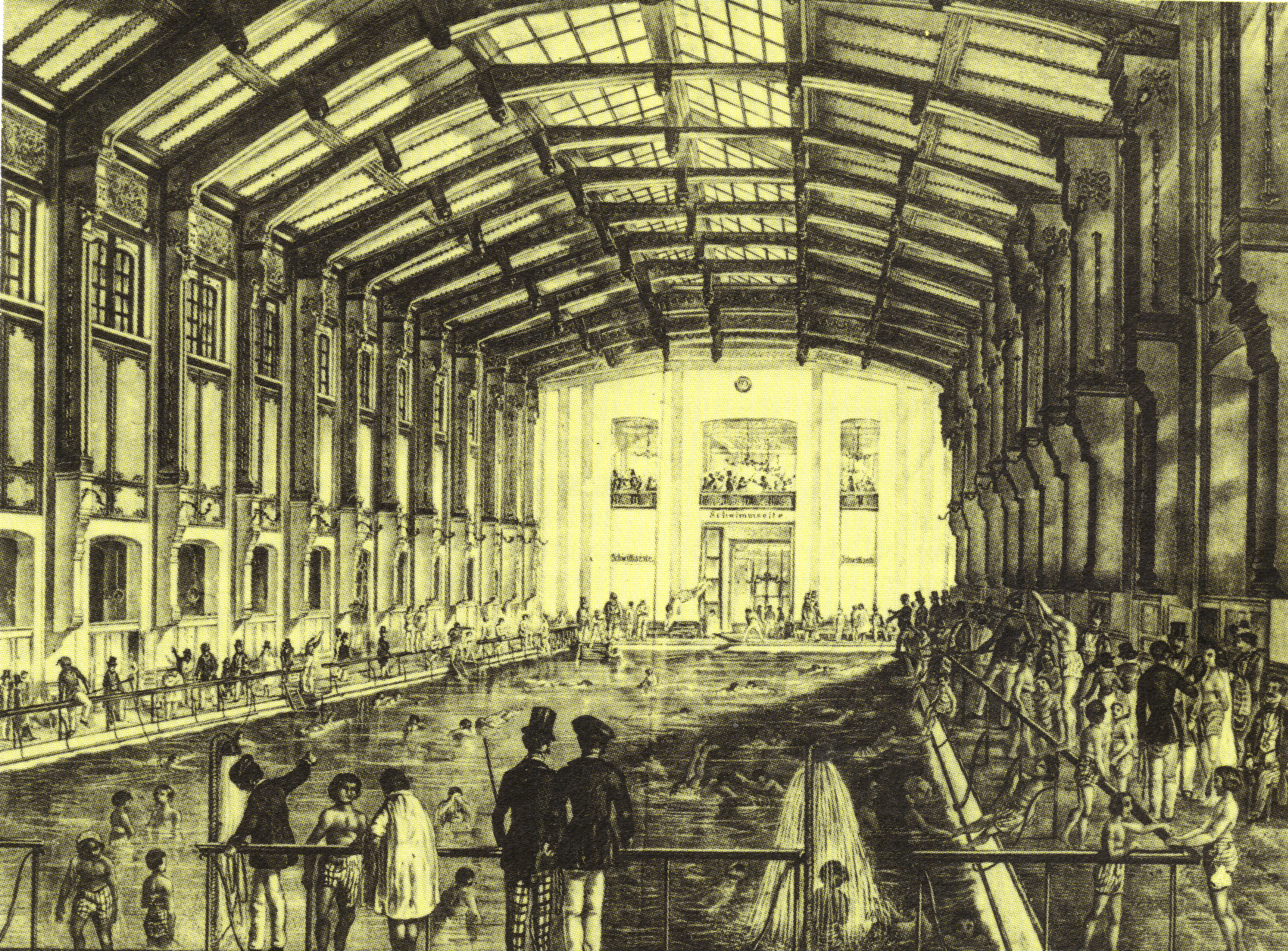
La piscine au milieu du XIXe siècle.

La salle remonte à la construction d'un bain de vapeur (bania), un projet lancé par l'entrepreneur Franz Morawetz (1789-1868). Ouvert en 1838, l'établissement est nommé Sophienbad d'après l'archiduchesse Sophie, la belle-sœur de l'empereur Ferdinand Ier et la mère de François-Joseph Ier. 

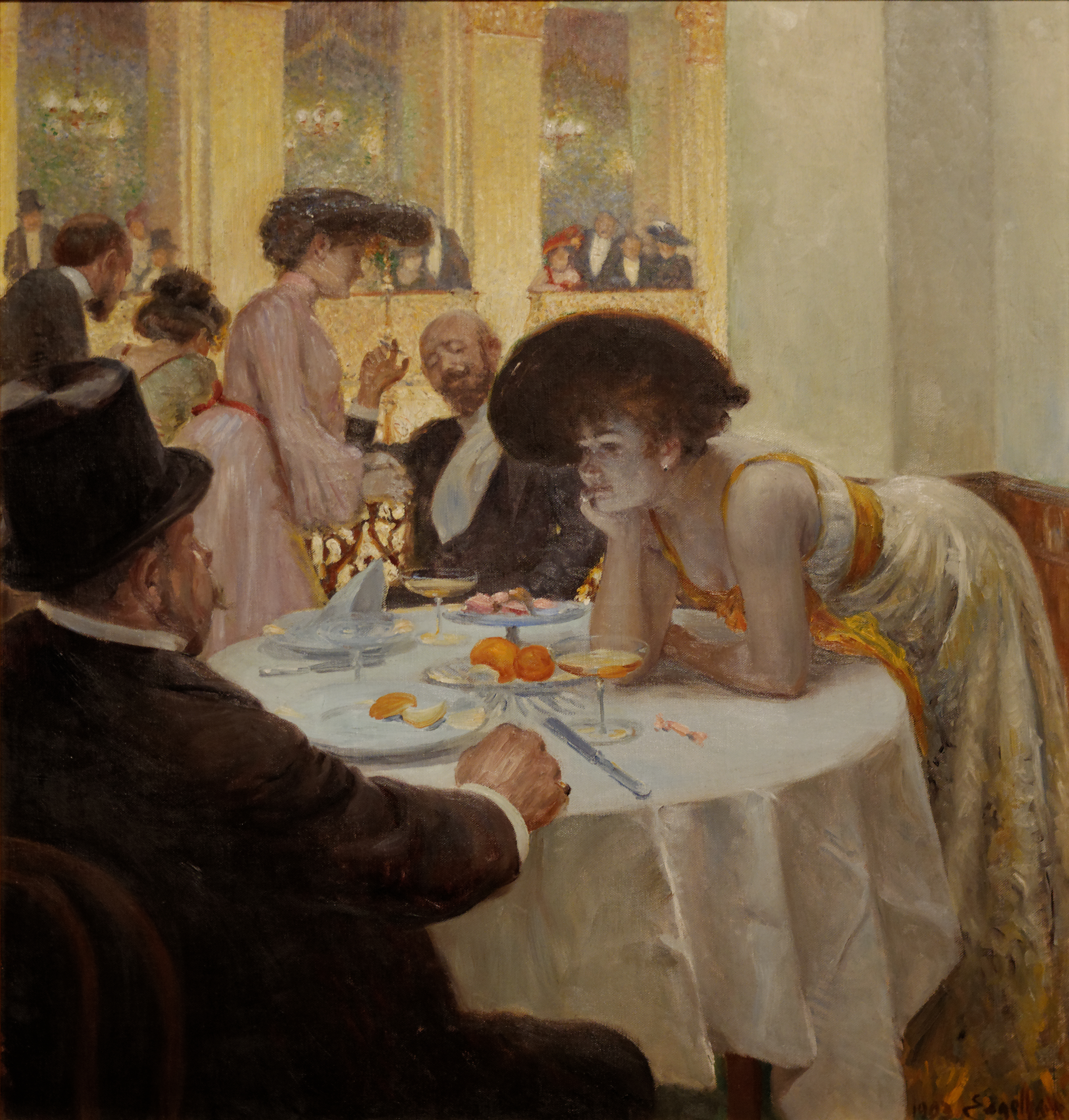
Loge dans la Sofiensaal Josef Engelhart, 1903.

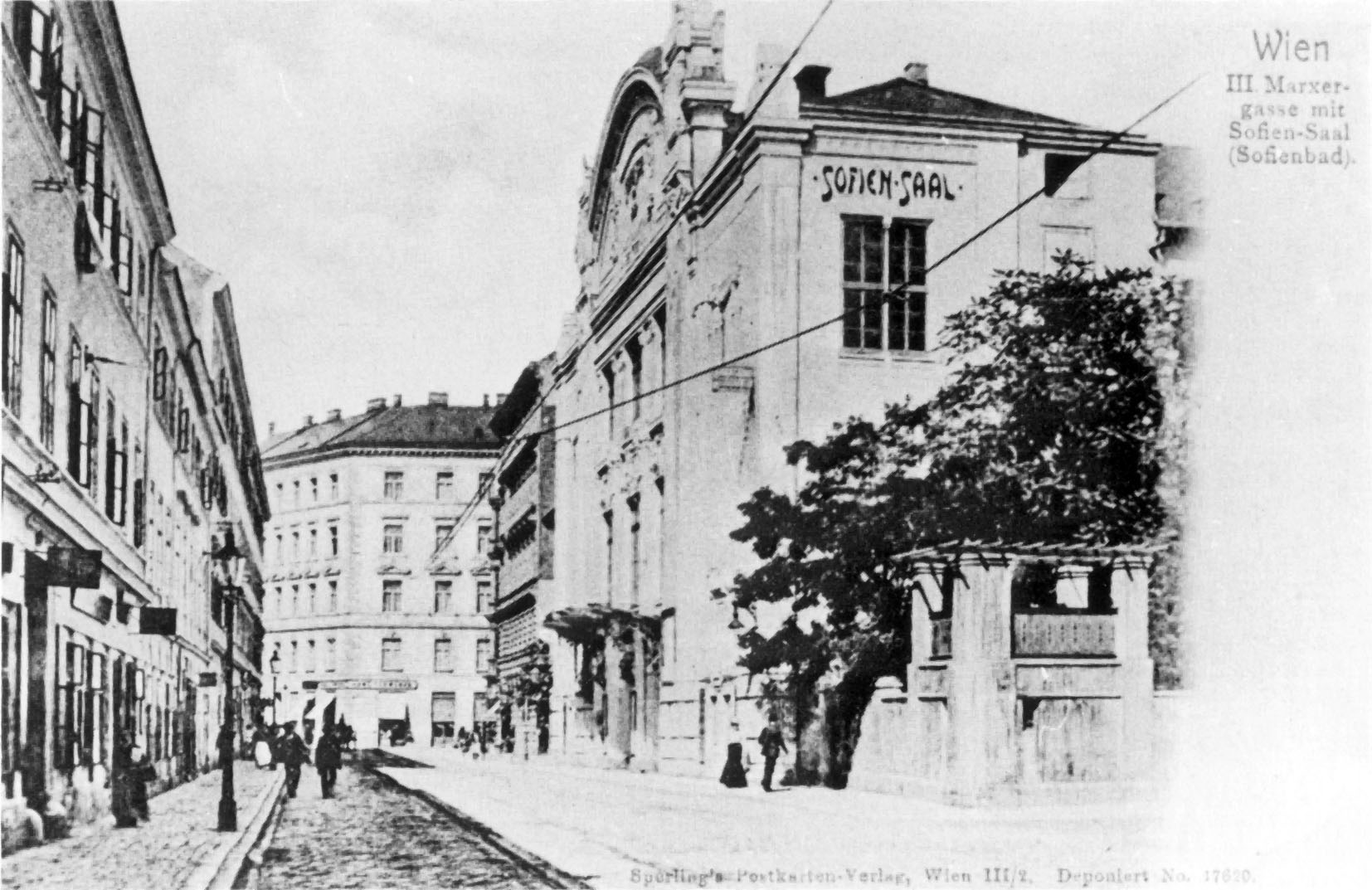
La Sofiensaal vers 1900.

L'entreprise prospère et, pour répondre à la forte demande, Morawetz fait construire une grande piscine couverte à côté. Conçu par les architectes célèbres August Sicard von Sicardsburg et Eduard van der Nüll, ce bâtiment est  achevé en 1847 après deux ans de travaux. Inaugurée le 12 janvier 1848, la grande salle baptisée Sophienbad-Saale est utilisée en hiver pour des bals, des concerts et des réunions. Johann Strauss y officie régulièrement, conduisant par ailleurs la soirée d'inauguration de 1848. L'orchestre de son fils Johann Strauss II y crée de nombreuses valses, polkas et quadrilles du compositeur. Reconstruit et agrandi à  plusieurs reprises, le bâtiment est doté d'une nouvelle façade principale dans le style de la Sécession viennoise en 1899.
La baignade est définitivement arrêtée en 1909 et la grande salle est de plus en plus utilisée pour des manifestations et présentations, dont la dernière conférence publique de Karl May le 22 mars 1912, suivie par des auditeurs aussi divers que Georg Trakl, Karl Kraus, Heinrich Mann, Bertha von Suttner et Adolf Hitler. Peu tard, s'y tiennent les premières projections cinématographiques (Gaumont). C'est ici que la branche autrichienne du parti nazi se forme le 4 mai 1926.

### Studio d'enregistrement
Grande, avec un plafond voûté et l'ancienne piscine située sous le plancher, la salle possède d'excellentes propriétés acoustiques. Pour cette raison, Decca Records en fait son principal lieu d'enregistrement européen entre les années 1950 et 1980, notamment Le nozze di Figaro dirigé par Erich Kleiber, Die Zauberflöte dirigé par Karl Böhm ainsi que d'autres opéras de Mozart ; le premier enregistrement complet de la Tétralogie de Richard Wagner, par Georg Solti, y a également été réalisé. 
Des années plus tard, la Sofiensaal tombe en désuétude en tant que studio d'enregistrement et est utilisée comme discothèque pour des fêtes. Le dernier enregistrement a lieu en juillet 2001 ; il s'agit d'œuvres pour piano de Franz Schubert, par Arcadi Volodos. En mai 2001, les propriétaires de l'immeuble déclarent qu'il serait désormais utilisé comme centre de conférences. 

### Destruction et reconstruction

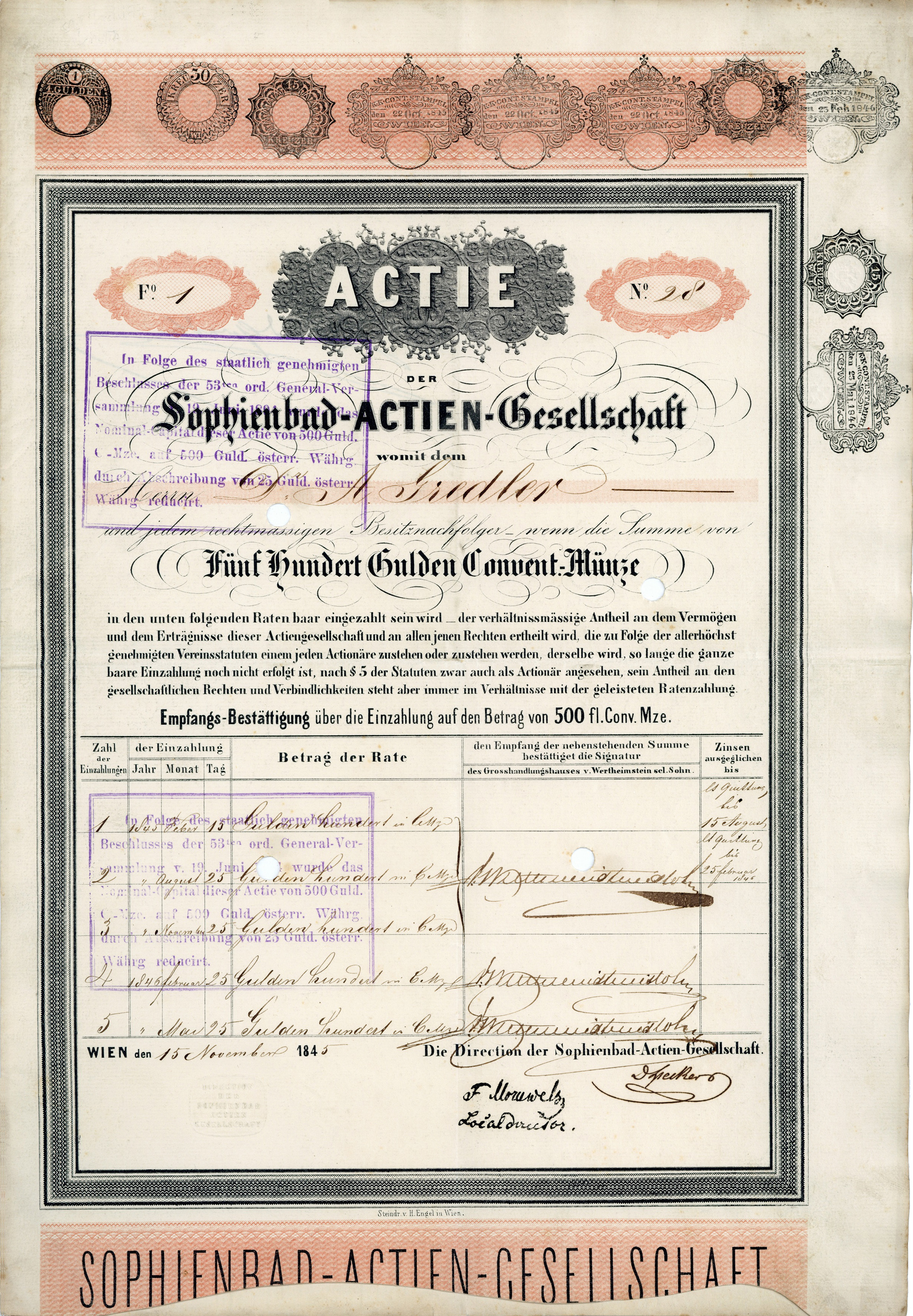
Action de fondation de la Sophienbad-Actien-Gesellschaft de 500 florins, émise à Vienne le 15 novembre 1845, inscrite au nom du Dr. A. Gredler et portant sa signature en tant que président. Franz Morawetz, initiateur de la fondation, signe l'action en tant que directeur local.

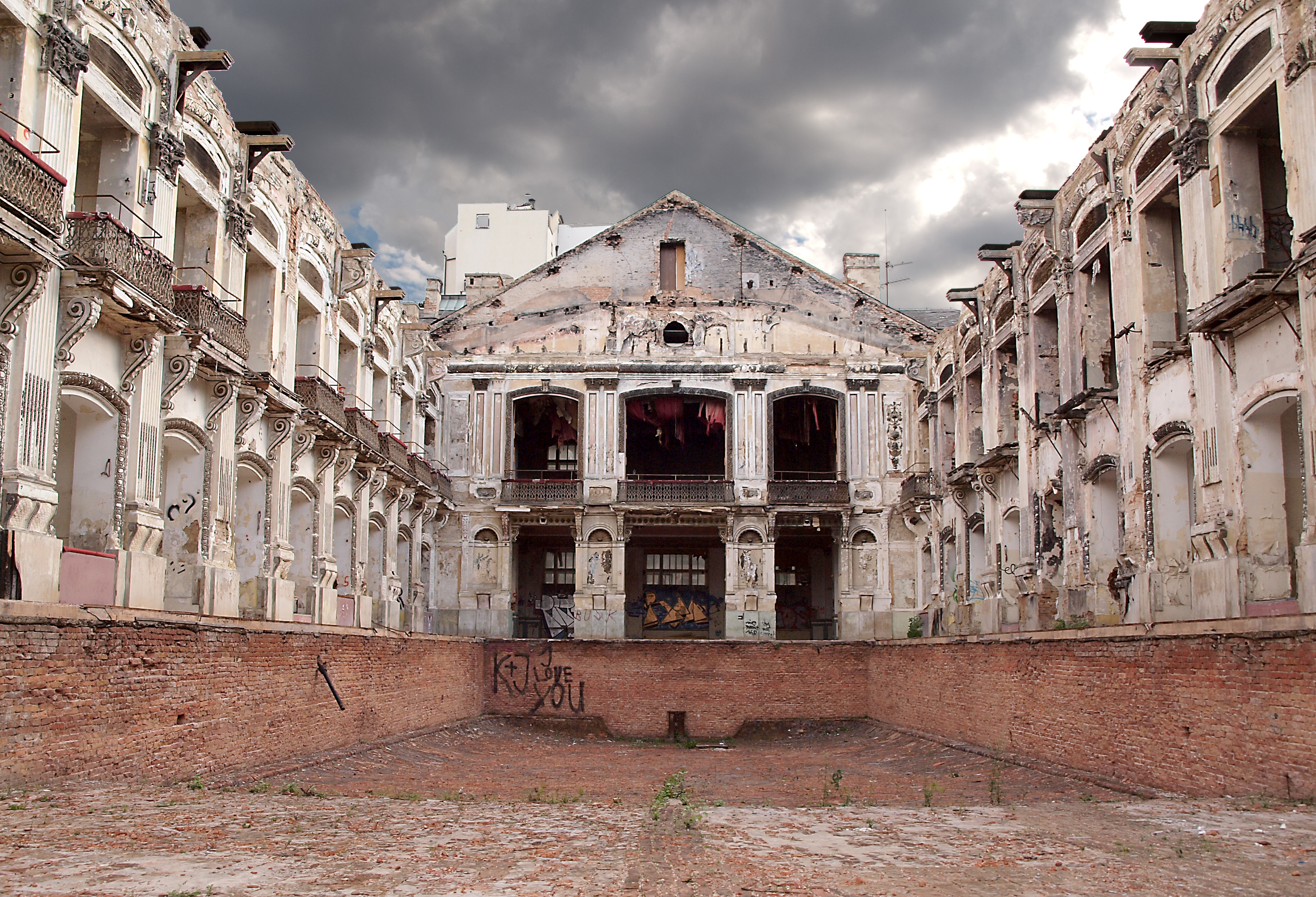
Les ruines de la Sofiensaal en 2010.

Le 16 août 2001, le bâtiment est détruit par un incendie, en raison de négligences commises lors de travaux de toiture routiniers. Le feu brûle pendant plus de huit heures et a complètement détruit la salle principale, bien que la façade, le hall d'entrée et les murs extérieurs du bâtiment subsistent. Certains des stucs décoratifs en plâtre sur les murs ont survécu à l'incendie, de même que le Blauer Salon adjacent, une petite salle latérale. Il n'y a eu aucun mort ni blessé.
La démolition des rampants de l'immeuble, ouvrage classé, n'entre pas en considération. En janvier 2006, le terrain est acquis par un investisseur immobilier qui a annonce que la grande salle et la cage d'escalier seront restaurées et intégrées dans un nouveau bâtiment hôtelier. Toutefois, ces projets sont abandonnés quelques années plus tard, comme d'ailleurs les plans pour un centre culturel. Finalement, en 2010, commencent les travaux de construction d(un grand complexe d'appartements avec un hôtel et garage souterrain, dans lequel la salle et la façade sont intégrées. La nouvelle construction est inaugurée le 2 décembre 2013.